# Бабаян, Григорий Константинович
Григорий Константинович Бабаян (род. 2 апреля 1980, Алма-Ата) — казахстанский футболист, выступавший на позиции полузащитника, тренер.

## Игровая карьера
С восьми до пятнадцати лет тренировался на стадионе «Локомотив». В пятнадцать защищал цвета юношеской сборной Казахстана. В шестнадцать лет уехал в Германию. Играл там на юношеском уровне в клубе «Ульм 1846». Первая команда тогда выступала во второй бундеслиге, возглавлял её Ральф Рангник. Там он выступал до 21 года. После возвращения в Алматы полгода провёл в «Кайрате». Затем в 2002 году перешёл в «Цесну», с которой вышли сначала в Первую лигу, а затем и в Высшую. В 2005 году в команду, которая уже называлась «Алма-Ата» пришёл немецкий тренер Антон Йоре. Так как Григорий свободно говорил по-немецки, он предложил помогать ему в тренерском штабе.

## Тренерская карьера
В течение шести лет входил в тренерский штаб сборной Казахстана.
В 2012 году вошёл в тренерский штаб Олега Протасова в футбольный клуб «Астана», где и проработал до 2019 года, занимая должности помощника главного тренера, исполняющим обязанности главного тренера и главного тренера. Вместе с «Астаной» выиграл 5 раз чемпионат Казахстана, Кубок и Суперкубок страны, выступал в групповой стадии Лиги чемпионов, Лиги Европы, выходил в 1/16 финала Лиги Европы.
В 2020 году возглавил футбольный клуб «Тобол», приведя впервые за долгое время клуб к медалям чемпионата — костанайцы заняли второе место. К моменту расставания с клубом «Тобол» в сезоне 2021 года располагался на первом месте в турнирной таблице.
Летом 2021 года Григорий Бабаян был приглашён в тренерский штаб московского ЦСКА, к которому присоединился на сборе в Австрии. В армейском клубе он занял должность ассистента главного тренера Алексея Березуцкого. Одним из направлений, за которое отвечает Бабаян в ЦСКА являются стандарты.
С 2022 года снова является главным тренером  футбольного клуба «Астана»